# Station Ropczyce
Station Ropczyce is een spoorwegstation in de Poolse plaats Ropczyce.